# Епископ арадски Герасим
Епископ Герасим (световно Гаврил Рац, Роит, 1793 — Арад, 15. август 1850) био је епископ Карловачке митрополије (од 1844 Карловачке патриаршије), епископ Арадскй (1835 — 1850).

## Биографија
Родио се 1793. године у месту Роит, у Бихарској жупанији. Иако има презиме "Рац" (што значи Србин) сматрали су га савременици Влахом, јер је са братом Јованом (липовским протом): Србе мрзео и гонио на сваком кораку. Школовао се у Орадији и Темишвару, где је завршио гимназију, и Сремским Карловцима - на богословији. Студирао је теологију на универзитету у Бечу.
Пре ступања на владичански трон био је православни свештеник. Био је 1828. године протопрезвитер Пештишки (Пештиш (Бихор)) и "врховни" професор Клерикалне школе у Араду (1822-1835). Његов рођени брат Јован био је прота у Липову. Постриженик је фрушкогорског манастира Раковца. 2. децембра 1834. године произведен у чин протосинђела.
3. фебруара 1835. године је изабран године за епископа Арадског. 25. марта исте године у Сремским-Карловцима је дошло до његове епископске хиротонији. 18. априла исте године догодила се његова интронизација.
Као болестан дао је оставку, и на његово место је дошао администратор викар, архимандрит Патрикије Попескул. По другом извору, владика је умро 1850. године, а столица епископска је попуњена 1852. године.
По једном извору, борио се Герасим као православни владика против увођења уније у својој епархији коју је наметао унијатски епископ Самуил Вулкан. Биће да је то било раније. Јер је са друге стране Сава Текелија је сматрао Раца за "унијата", и као таквог опасног за српски народ. Жалио се Текелија да Власи уводе свој језик у српске цркве, избацују српске књиге и раде на повлашивању - искорењивању Срба. Он је заиста подржавао Влахе током њиховог преотимања епархије, због чега се замерио Србима. Дао је владика да се конзисторијални печет испише на влашком, уместо на српском језику. Мада је то била царска привилегија додељена Србима. Успео је тек 1847. године да у саборном арадском храму Св. Јована Крститеља уведе влашки литургијски језик. Зато још када је обављана његова инаугурација за епископа "арадског, великоварадинског и јенопољског" Срби Арађани су свечаност бојкотовали.  Штитио је непопуларног (неморалног) свештеника Текелијине цркве, Србина поп Нићифора Атанацковића. Атанацковић који је такође био наклоњен унији, претходно је поводом његовог устоличења, објавио оду владици Рацу објављену 1835. године у Будиму.